# Небезпечний вантаж
Небезпе́чний ванта́ж — речовини, матеріали, вироби, відходи виробничої та іншої діяльності, які внаслідок притаманних їм властивостей за наявності певних факторів можуть під час перевезення спричинити:
- вибух,
- пожежу,
- пошкодження технічних засобів, пристроїв, споруд та інших об'єктів,
- заподіяти матеріальні збитки та шкоду довкіллю,
- призвести до загибелі, травмування, отруєння людей, тварин.

## Класи небезпечних речовин
Небезпечний вантаж обов'язково має бути віднесено до одного з класів небезпечних речовин:
- за міжнародними договорами, згода на обов'язковість яких надана Верховною Радою України, або
- за результатами випробувань залежно від ступеня їх впливу на довкілля або людину.[1]

Класи небезпечних речовин:
- клас 1 — вибухові речовини та вироби;
- клас 2 — гази;
- клас 3 — легкозаймисті рідини;
- клас 4.1 — легкозаймисті тверді речовини;
- клас 4.2 — речовини, схильні до самозаймання;
- клас 4.3 — речовини, що виділяють легкозаймисті гази при стиканні з водою;
- клас 5.1 — речовини, що окислюють;
- клас 5.2 — органічні пероксиди;
- клас 6.1 — токсичні речовини;
- клас 6.2 — інфекційні речовини;
- клас 7 — радіоактивні матеріали;
- клас 8 — корозійні речовини;
- клас 9 — інші небезпечні речовини та вироби.[1][2]